# Кінний спорт
Кінний спорт — широке поняття. Воно включає різні види їзди на конях, змагання та різні вправи з верхової їзди. Під час їзди вершник взаємодіє з конем: керує ним за допомогою переміщення своєї ваги, руху ніг, натягом або ослабленням поводів, силою голосу. Перед участю у змаганнях кінь повинен пройти підготовку.

## Історія кінного спорту
Коня вперше приручили у Скандинавії, Ірані та Середній Азії приблизно в IV—III ст. до н. е. В Європі кінь був одомашнений приблизно в III—II столітті до н. е. З того часу ця тварина широко використовувалися в якості засобів пересування, а також під час бойових дій.
У програму Олімпійських ігор в 680 році до н. е. були включені змагання на колісницях, а з 648 до н. е були додані скачки на конях. Потім поступово додавалися й інші види: фігурна їзда, стрільба з лука на конях, метання списа, сидячи на коні. На відроджених Олімпійських іграх кінний спорт вперше з'явився в 1900 році і був представлений подоланням перешкод, стрибками у висоту і довжину. Після тривалої перерви, в 1912 році кінний спорт було представлено на Олімпіаді виїздкою, подоланням перешкод і триборством.

## Види
Міжнародна федерація кінного спорту офіційними визнає такі види:
- виїздки;
- конкур (подолання перешкод у певному порядку);
- триборство (складається з манежної їзди, кросу або польових випробувань і конкуру);
- драйвінг (змагання на упряжках);
- рейвінг;
- дистанційні кінні пробіги;
- вольтижування (виконання гімнастичних і акробатичних елементів на конях, які їздять по колу).

Серед неофіційних видів є джигітування (виконання трюків, сидячи на коні), дамська їзда, байга (один з видів перегонів) і кінне поло.

## Спорядження та амуніція
Для занять верховою їздою потрібна спеціальна амуніція: вуздечка, мундштук, сідло, хакамора, ногавки, попона, вальтрап, попруга, шпрунт, чомбур, поводи, нагрудні ремені і т. д.
З екіпірування необхідні бриджі, краги, шпори, хлист, шолом, спеціальні чоботи, рукавички, захисний жилет, спеціальний костюм.

## Шпрингартен
Огороджений парканом коридор з системою перешкод, за допомогою яких навчають молодняк (без вершника) долати (перестрибувати) їх. Довжина перешкод дорівнює ширині шпрингартена, щоб кінь не зміг обійти її.

## Штрафна зона
Стосується змагань з триборства, а саме – долання перешкод на трасах кросу і стипль-чезу. Перед кожною з них виділяється штрафна зона за 10 м до перешкоди і 20 м – після неї, а також 10 м ліворуч і праворуч від перешкоди. За непокору коня чи падіння вершника у межах штрафної зони йому нараховують штрафні очки.